# 汾河镇
汾河镇，是中华人民共和国重庆市奉节县下辖的一个乡镇级行政单位。

## 行政区划
汾河镇下辖以下地区：
白水社区、东溪村、段坪村、大坪村、花栎村、水洞村、曹家村、天池村、保子村、小林村、大洪村、落阳村、泉坪村和香蕉村。